# Kraftwerk Edensforsen
Das Kraftwerk Edensforsen (schwedisch Edensforsens kraftverk) ist ein Wasserkraftwerk in der Gemeinde Sollefteå, Provinz Västernorrlands län, Schweden, das am Ångermanälven liegt. Es ging 1956 in Betrieb. Das Kraftwerk ist im Besitz von Uniper und wird auch von Uniper betrieben.

## Absperrbauwerk
Das Absperrbauwerk besteht aus einem Erdschüttdamm. Die Wehranlage mit den drei Wehrfeldern und das Maschinenhaus befinden sich in der Mitte des Staudamms. Die Höhe des Bauwerks beträgt 19 m. Die Länge der Dammkrone liegt bei 700 m und das Volumen des Staudamms beträgt 100.000 m³. Über die Wehranlage können maximal 1350 m³/s abgeleitet werden.
Der zugehörige Stausee Gärdselet erstreckt sich über eine Fläche von 3 km². Der für die Elektrizitätserzeugung nutzbare Stauraum liegt bei 4 Mio. m³ Wasser.

## Kraftwerk
Das Kraftwerk ging 1956 in Betrieb. Es verfügt mit zwei Kaplan-Turbinen über eine installierte Leistung von 63 (bzw. 71 oder 73) MW. Die durchschnittliche Jahreserzeugung liegt bei 320 (bzw. 322) Mio. kWh.
Die Fallhöhe beträgt 28 (bzw. 28,5) m. Der maximale Durchfluss liegt bei 270 m³/s.